# Ramón Fernández de Zendrera
Ramón Fernández de Zendrera (Madrid, segle XIX) va ser un funcionari de l'estat espanyol nomenat alcalde de Reus.
Després de la dimissió com a alcalde-corregidor de Reus de Gregorio de Mijares, va ocupar interinament l'alcaldia Josep Maria Pàmies Juncosa, fins que pel mes d'agost de 1863 va ser nomenat Ramón Fernández de Zendrera, un funcionari madrileny d'alt nivell. Josep Maria Pàmies Juncosa en el seu breu mandat havia enviat una petició al govern demanant la supressió del càrrec d'alcalde-corregidor i l'elecció lliure dels càrrecs municipals, que no va ser contestada. Ramón Fernández de Zendrera, per economia, o potser per despotisme, com diu l'historiador reusenc Andreu de Bofarull, va dissoldre el cos de guàrdies municipals i va destituir els tres vigilants nocturns de més edat. A un antic local municipal on hi havia hagut el comerç de la farina, es va instal·lar la primera oficina reusenca del telègraf, una gran novetat en aquell temps. A partir de diverses deixes fetes per Pere Sardà i Cailà, Ramón Fernández va reorganitzar l'hospital, augmentant el nombre de llits, creant un departament per infecciosos i habilitant una sala d'operacions. Va reorganitzar la banda de música municipal i va potenciar una bona i completa orquestra, dirigida pels dos mestres reusencs Victorí Agustí i Oliver Oliva.
El mes de maig de 1864 el govern de Madrid va suprimir el càrrec d'alcalde-corregidor en totes les poblacions que no superessin els 40.000 habitants. Ramón Fernández de Zendrera va ser destituït d'aquest càrrec, però, com explica l'historiador reusenc Pere Anguera, l'estat havia instituït el càrrec de subgovernador, i a Reus, pel seu nombre d'habitants, n'hi corresponia un. Ramón Fernández de Zendrera va ser nomenat subgovernador de Reus, amb una jurisdicció damunt de 90 pobles. Per l'octubre de 1864 va ser nomenat governador civil de Canàries, on va rebre Enric d'Espanya quan va ser desterrat a aquelles illes. El 1867 era governador civil d'Àvila.